# Eulepidotis superior
Eulepidotis superior là một loài bướm đêm trong họ Erebidae.